# Prolling
Prolling ist eine Katastralgemeinde der Gemeinde Ybbsitz im Bezirk Amstetten in Niederösterreich. Bis April 1939 war Prolling eine selbständige Gemeinde.

## Geografie
Die Katastralgemeinde besteht aus den Ortschaften Großprolling und Kleinprolling.

## Geschichte
Am 1. April 1939 wurden die bis dahin selbständigen Ortsgemeinden Haselgraben, Maisberg, Prolling und Schwarzenberg nach Ybbsitz eingemeindet.

## Siedlungsentwicklung
Zum Jahreswechsel 1979/1980 befanden sich in der Katastralgemeinde Prolling insgesamt 135 Bauflächen mit 40988 m² und 68 Gärten auf 242109 m², 1989/1990 waren es 134 Bauflächen. 1999/2000 war die Zahl der Bauflächen auf 175 angewachsen und 2009/2010 waren es 141 Gebäude auf 174 Bauflächen.

## Landwirtschaft
Die Katastralgemeinde ist forstwirtschaftlich geprägt. 888 Hektar wurden zum Jahreswechsel 1979/1980 landwirtschaftlich genutzt und 1.700 Hektar waren forstwirtschaftlich geführte Waldflächen. 1999/2000 wurde auf 725 Hektar Landwirtschaft betrieben und 1.848 Hektar waren als forstwirtschaftlich genutzte Flächen ausgewiesen. Ende 2018 waren 713 Hektar als landwirtschaftliche Flächen genutzt und Forstwirtschaft wurde auf 1.843 Hektar betrieben. Die durchschnittliche Bodenklimazahl von Prolling beträgt 18,9 (Stand 2010).